# Hanna Marusava
Pour les articles homonymes, voir Karasyova.
Hanna Anatolyeva Marusava, aussi appelée Anna Anatolyevna Karasyova, (en biélorusse : Ганна Анатолеўна Марусава (Карасёва), née le 8 janvier 1978) est une archère soviétique et biélorusse. Elle est médaillée d'argent aux championnats du monde de tir à l'arc.

## Biographie
Hanna Marusava commence le tir à l'arc compétitif en 1989. Elle participe à ses premiers Jeux olympiques en 2000. Elle atteint son premier podium mondiale dans l'épreuve par équipe en 2013.

## Palmarès
- Jeux olympiques[2]
  - 30e à l'individuel femme aux Jeux olympiques d'été de 2000 à Sydney.
  - 37e à l'individuel femme aux Jeux olympiques d'été de 2004 à Athènes.

- Championnats du monde[1]
  -  Médaille d'argent à l'épreuve par équipe femme aux championnats du monde 2013 à Antalya (avec Yekaterina Mulyuk-Timofeyeva et Alena Tolkach).

- Coupe du monde[1]
  -  Médaille de bronze à l'épreuve individuel femme à la coupe du monde 2007 de Varese.

- Championnats d'Europe[1]
  -  Médaille de bronze à l'épreuve individuel femme aux championnats d'Europe 2000 à Antalya.
  -  Médaille de bronze à l'épreuve individuel femme aux championnats d'Europe 2004 à Bruxelles.

- Jeux européens[1]
  -  Médaille d'argent à l'épreuve par équipe femme aux Jeux européens de 2015 à Bakou (avec Yekaterina Mulyuk-Timofeyeva et Alena Tolkach).
  -  Médaille d'argent à l'épreuve par équipe femme aux Jeux européens de 2019 à Minsk (avec Karyna Dziominskaya et Karyna Kazlouskaya).